# 天主教蒂拉蘭-利韋里亞教區
天主教蒂拉蘭-利韋里亞教區（拉丁語：Dioecesis Tilaranensis-Liberiana）是哥斯達黎加一個羅馬天主教教區，屬聖何塞總教區。
教區成立於1961年7月22日，包括瓜納卡斯特省和阿拉胡埃拉省的烏帕拉。2010年有教友366,000人（佔轄區總人口85.1%）、卅四個堂區、五十六名司鐸。現任教區主為維多里諾·吉拉迪·斯塔林。